# Mohsova ljestvica
Mohsova ljestvica je niz od deset minerala poredanih po tvrdoći koji se koristi za procjenu relativne tvrdoće drugih minerala ili tvari. Ovu ljestvicu je prvi predložio njemački mineralog Frederich Mohs (1773.–1839.) izabravši deset dostupnih minerala. Ljestvica nije pravocrtna: tvrdoća dijamanta nije deset puta veća od tvrdoće talka (dijamant je mnogo tvrđi). Mineral koji je "viši" u Mohsovoj ljestvici ima i veću tvrdoću. Ako ispitivana tvar može zarezati površinu minerala iz Mohsove ljestvice, ona je tvrđa od tog minerala.

## Minerali
| Mohsova tvrdoća | Mineral          | Kemijska formula      | Apsolutna tvrdoća (sklerometar) | Slika |
| --------------- | ---------------- | --------------------- | ------------------------------- | ----- |
| 1               | Talk ili milovka | Mg3Si4O10(OH)2        | 1                               |       |
| 2               | Gips             | CaSO4·2H2O            | 3                               |       |
| 3               | Kalcit           | CaCO3                 | 9                               |       |
| 4               | Fluorit          | CaF2                  | 21                              |       |
| 5               | Apatit           | Ca5(PO4)3(OH–,Cl–,F–) | 48                              |       |
| 6               | Ortoklas         | KAlSi3O8              | 72                              |       |
| 7               | Kremen ili kvarc | SiO2                  | 100                             |       |
| 8               | Topaz            | Al2SiO4(OH–,F–)2      | 200                             |       |
| 9               | Korund           | Al2O3                 | 400                             |       |
| 10              | Dijamant         | C                     | 1600                            |       |

Tako bi na Mohsovoj ljestvici grafit (jezgra olovke za pisanje) imao tvrdoću 1,5; nokat na našim prstima od 2,2 – 2,5; bakrena kovanica (novčić) 3,2 – 3,5, džepni nožić 5,1; oštrica kuhinjskog noža 5,5; staklo na prozorima 5,5; čelična turpija 6,5; porculan bez glazure 7,0. Mohsova ljestvica nije proporcionalna ljestvica. Tako na primjer, korund s Mohsovom tvrdoćom 9 je duplo tvrđi od topaza (Mohsova tvrdoća 8), ali dijamant (Mohsova tvrdoća 10) je 4 puta tvrđi od korunda. U tablici su apsolutne vrijednosti tvrdoće izmjerene sklerometrom. 

### Vrijednosti Mohsove tvrdoće za neke materijale
Prikaz nekih kemijskih tvari ili minerala s Mohsovom tvrdoćom:
| Mohsova tvrdoća | Kemijska tvar ili mineral                                                                            |
| --------------- | --- |
| od 0,2 do 0,3   | cezij, rubidij                                                                                       |
| od 0,5 do 0,6   | litij, natrij, kalij                                                                                 |
| 1               | talk ili milovka                                                                                     |
| 1,5             | galij, stroncij, indij, kositar, barij, talij, olovo, grafit                                         |
| 2               | heksagonalni borov nitrid, kalcij, selenij, kadmij, sumpor, telurij, bizmut                          |
| od 2,5 do 3     | magnezij, zlato, srebro, aluminij, cink, lantan, cerij, gagat (lignit)                               |
| 3               | kalcit, bakar, arsen, antimon, torij, dentin (dio zuba)                                              |
| 4               | fluorit, željezo, nikal                                                                              |
| od 4 do 4,5     | platina, čelik                                                                                       |
| 5               | apatit, kobalt, cirkonij, paladij, zubna caklina, obsidijan (vulkansko staklo)                       |
| 5,5             | berilij, molibden, hafnij                                                                            |
| 6               | ortoklas, titanij, mangan, germanij, niobij, rodij, uranij                                           |
| od 6 do 7       | staklo, rastopljeni kvarc, pirit, silicij, rutenij, iridij, tantal, opal                             |
| 7               | kremen ili kvarc, vanadij, osmij, renij                                                              |
| od 7,5 do 8     | kaljeni čelik, volfram, smaragd, rubin                                                               |
| 8               | topaz, kubični cirkonij                                                                              |
| 8,5             | berilijev aluminat, krom, silicijev nitrid                                                           |
| od 9 do 9,5     | korund, silicijev karbid (karborundum), volframov karbid, titanijev karbid, udarni kvarc (stishovit) |
| od 9,5 do 10    | renijev diborid, tantalov karbid, titanijev diborid, borov nitrid, bor.                              |
| 10              | dijamant                                                                                             |
| >10             | nanokristalni dijamant (hiperdijamant, vrlo tvrdi fulerit)                                           |

## Usporedba s tvrdoćom po Vickersu
Usporedba Mohsove ljestvice s tvrdoćom po Vickersu:
| Mineral (naziv)          | Mohsova tvrdoća | Tvrdoća po Vickersu (HV) kg/mm2 |
| ------------------------ | --------------- | ------------------------------- |
| Grafit                   | 1 – 2           | VHN10 = 7 – 11                  |
| Kositar                  | 1,5             | VHN10 = 7 – 9                   |
| Bizmut                   | 2 – 2,5         | VHN100 = 16 – 18                |
| Zlato                    | 2,5             | VHN10 = 30 – 34                 |
| Srebro                   | 2,5             | VHN100 = 61 – 65                |
| Kalkocit                 | 2,5 – 3         | VHN100 = 84 – 87                |
| Bakar                    | 2,5 – 3         | VHN100 = 77 – 99                |
| Olovni sjajnik (galenit) | 2,5             | VHN100 = 79 – 104               |
| Sfalerit                 | 3,5 – 4         | VHN100 = 208 – 224              |
| Hezlevodit               | 4               | VHN100 = 230 – 254              |
| Karolit                  | 4,5 – 5,5       | VHN100 = 507 – 586              |
| Getit                    | 5 – 5,5         | VHN100 = 667                    |
| Hematit                  | 5 – 6           | VHN100 = 1000 – 1100            |
| Kromit                   | 5,5             | VHN100 = 1278 – 1456            |
| Anatas                   | 5,5 – 6         | VHN100 = 616 – 698              |
| Rutil                    | 6 – 6,5         | VHN100 = 894 – 974              |
| Pirit                    | 6 – 6,5         | VHN100 = 1505 – 1520            |
| Boveit                   | 7               | VHN100 = 858 – 1288             |
| Euklas                   | 7,5             | VHN100 = 1310                   |
| Krom                     | 8,5             | VHN100 = 1875 – 2000            |

## Poveznice
- Tvrdoća kemijskih elemenata